# Plauen
Pour les articles homonymes, voir Plauen (homonymie).
Plauen est une ville de Saxe (Allemagne), située dans l'arrondissement du Vogtland, dans le district de Chemnitz. Elle est la capitale de l'arrondissement du Vogtland depuis la réforme des arrondissements de Saxe de 2008 qui lui a fait perdre son statut de ville-arrondissement.

## Histoire
| Appartenances historiques Royaume de Bohême 1356–1466 Électorat de Saxe 1466-1547 Royaume de Bohême 1547–1572 Électorat de Saxe 1572-1806 Royaume de Saxe 1806–1918 République de Weimar 1918–1933 Reich allemand 1933–1945 Allemagne occupée 1945–1949 République démocratique allemande 1949–1990 Allemagne 1990–présent |

Le 21 janvier 1953, un pavillon célébrant l'amitié germano-soviétique a été construit sur Albertplatz . Il fut finalement[Quand ?] détruit.

## Économie
La ville compte une brasserie, la Sternquell-Brauerei, et une usine du constructeur d'autocars Neoplan, entreprise du groupe MAN.

## Transports
La ville compte un réseau de tramways, composé de cinq lignes.

## Sport
La ville dispose de nombreuses installations sportives, parmi lesquelles le Vogtlandstadion, qui accueille la principale équipe de football de la ville du VFC Plauen.

## Jumelages
La ville de Plauen est jumelée avec :
- Aš (Tchéquie) depuis le 14 septembre 2000
- Steyr (Autriche) depuis le 17 juin 1970
- Hof (Allemagne) depuis le 9 octobre 1987
- Siegen (Allemagne) depuis le 3 aout 1990
- Cegléd (Hongrie) depuis le 25 septembre 2005
- Pabianice (Pologne) depuis le 19 novembre 2005
- Šiauliai (Lituanie) depuis le 10 septembre 2010
- Lens (France) mais ce jumelage a pris fin en 1985

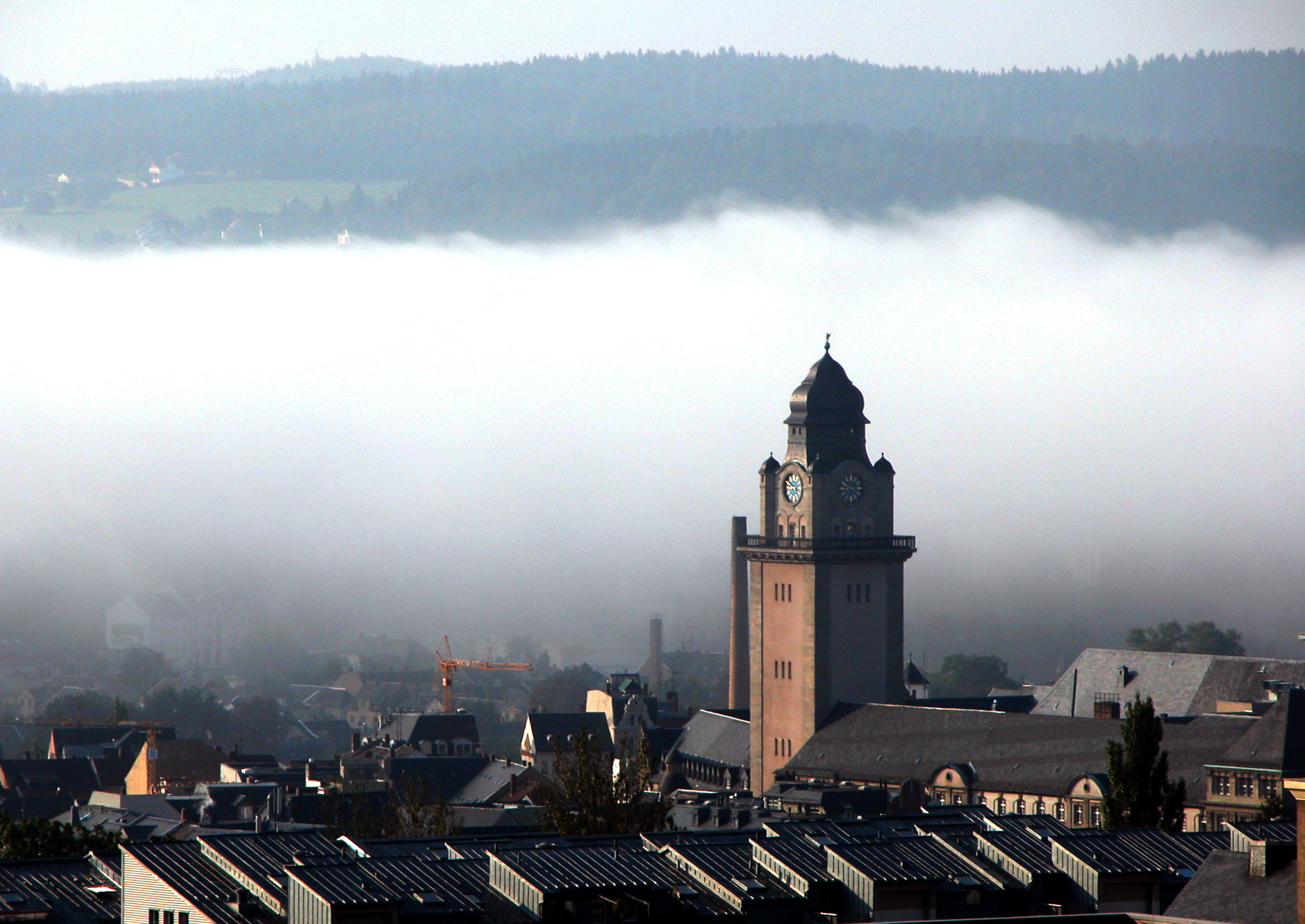
Plauen.
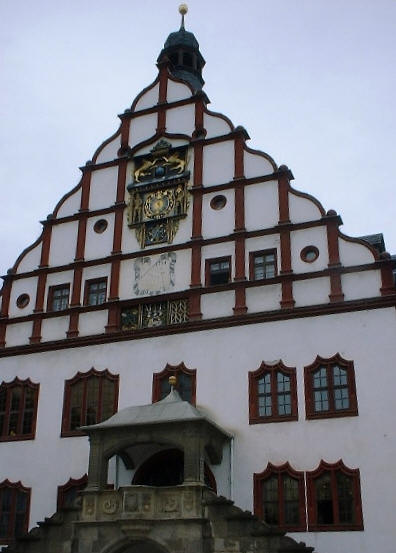
Plauen, vieil hôtel de ville.
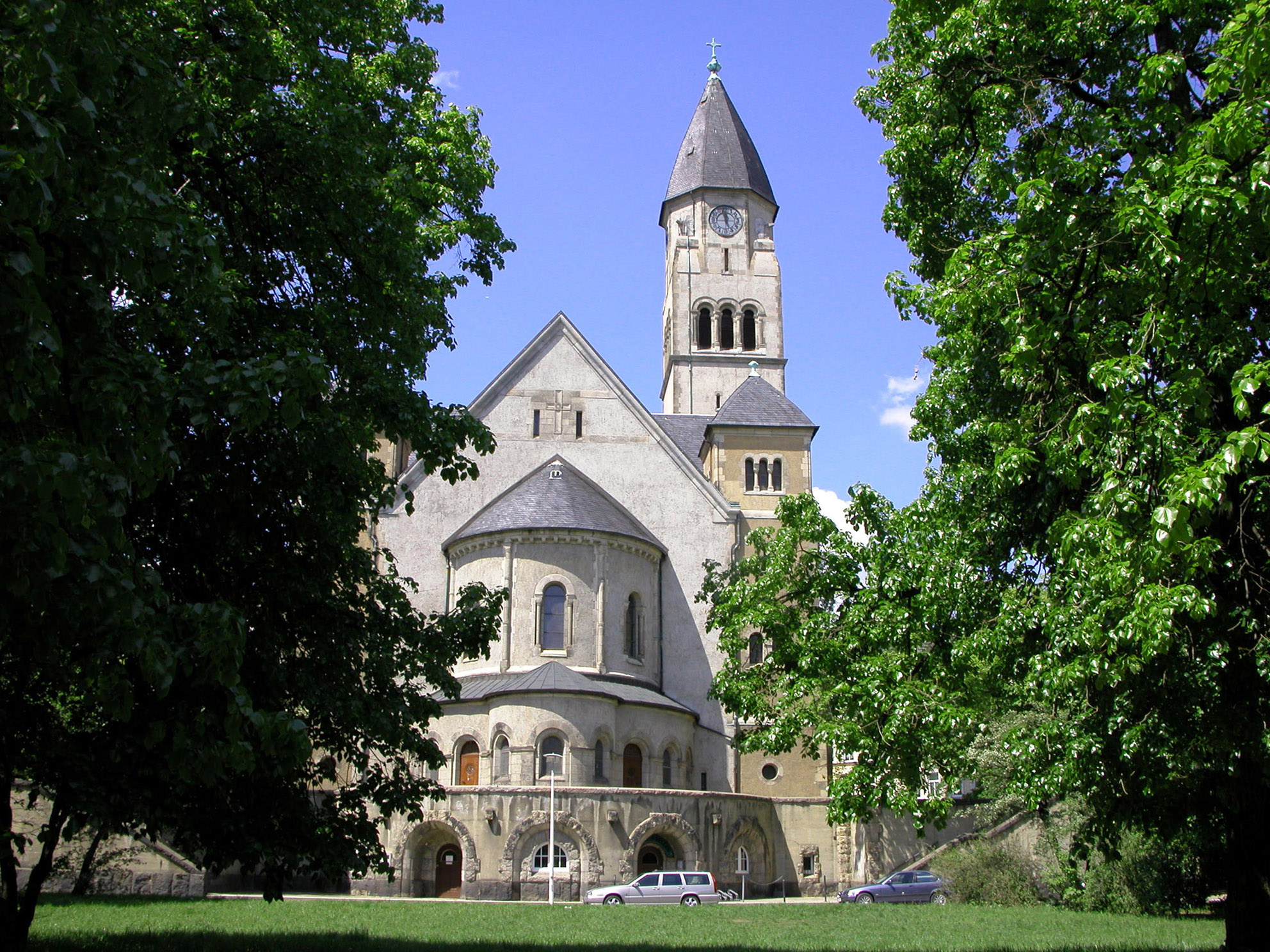
Église Sankt-Markus (Saint Marc).

## Personnalités
- Angelika Bahmann, kayakiste, championne olympique et du monde, est née à Plauen en 1952.